# Bamra glaucopasta
Bamra glaucopasta là một loài bướm đêm trong họ Noctuidae.